# ダニエレ・コンティ
ダニエレ・コンティ（イタリア語: Daniele CONTI、1979年1月9日-）はイタリア・ローマ県ネットゥーノ出身の元サッカー選手。ポジションはMF。父親のブルーノ・コンティは1980年代にイタリア代表として活躍した名選手で、1982 FIFAワールドカップでは同国の44年ぶり3度目となるワールドカップ優勝に貢献した人物である。兄のアンドレア・コンティもサッカー選手。

## 経歴
父親が現役時代に在籍したASローマでプロデビューを飾った。初ゴールは1998年セリエA第12節のACペルージャ戦。（このときのペルージャには元サッカー日本代表の中田英寿が在籍していた。）フランチェスコ・トッティのゴールで同点とした後、ヘディングで逆転ゴールを決めた。ゴール直後にあまりの喜びで看板を飛び越えてしまい警告を受けた。
1999-00シーズンからはローマを離れて、カリアリ・カルチョに移籍した。長年にわたって同クラブの中心選手として活躍し、2010年からは引退したディエゴ・ロペスに代わってキャプテンを務めて、2015年に引退した。
2000年8月、1試合のみU-21イタリア代表でプレーした経験がある。

## 獲得タイトル
- セリエB優勝  1回（2003-2004）